# جانيت بيدرمان
جانيت بيدرمان (بالألمانية: Jeanette Biedermann )‏ (و. 1981  م) هي مغنية، وموسيقية، وممثلة أفلام، وممثلة ألمانية، ولدت في برلين الشرقية.

## جوائز
حصلت على جوائز منها:
- وسام استحقاق جمهورية ألمانيا الاتحادية (2011).

## وصلات خارجية
- جانيت بيدرمان على موقع IMDb (الإنجليزية)
- جانيت بيدرمان على موقع روتن توميتوز (الإنجليزية)
- جانيت بيدرمان على موقع ألو سيني (الفرنسية)
- جانيت بيدرمان على موقع ميوزك برينز (الإنجليزية)
- جانيت بيدرمان على موقع أول موفي (الإنجليزية)
- جانيت بيدرمان على موقع أول ميوزيك (الإنجليزية)
- جانيت بيدرمان على موقع ديسكوغز (الإنجليزية)
- جانيت بيدرمان على موقع قاعدة بيانات الفيلم (الإنجليزية)
- جانيت بيدرمان على موقع كينوبويسك (الروسية)